# 3412 Kafka
Kafka (asteroide 3412) é um asteroide da cintura principal, a 1,9932319 UA. Possui uma excentricidade de 0,1039477 e um período orbital de 1 211,79 dias (3,32 anos).
Kafka tem uma velocidade orbital média de 19,9701119 km/s e uma inclinação de 2,97222º.
Este asteroide foi descoberto em 10 de Janeiro de 1983 por Randolph Kirk e Donald Rudy.
O seu nome é uma homenagem ao escritor checo Franz Kafka.